# Leonid Davidovič Lukov
Leonid Davidovič Lukov (Mariupol', 2 maggio 1909 – Leningrado, 24 aprile 1963) è stato un regista cinematografico sovietico.

## Filmografia (parziale)

### Regista
- Ya lyublyu (1936)
- Bol'šaja žizn' (1939)
- Aleksandr Parchomenko (1942)
- Bol'šaja žizn'. Vtoraja serija (1946)
- Rjadovoj Aleksandr Matrosov (1947)
- Doneckie šachtёry (1950)
- Barbari (1953)
- Ob ėtom zabyvat' nel'zja (1954)
- Raznye sud'by (1956)
- Oleko Dundič (1958)
- Le due vite (1961)